# Sinus Medii

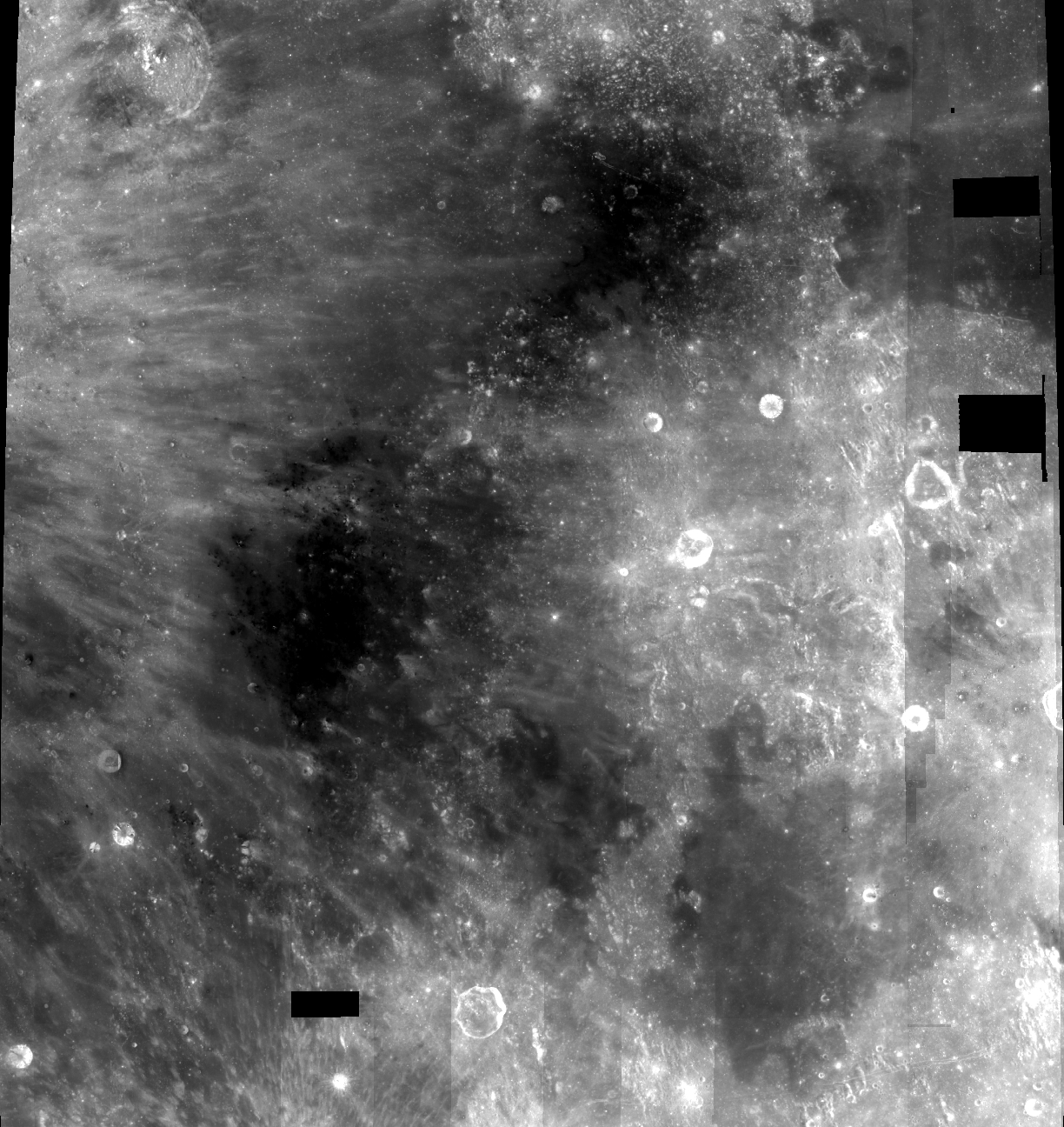
A Baia Central

Sinus Medii (do latim, literalmente Baia Central) é um pequeno mar lunar cujo nome advêm da sua proximidade da intercessão do
equador com o meridiano primário lunares conforme vistos a partir da Terra.
Durante o programa Apollo, a região Sinus Medii foi identificada como ALS3. Os responsáveis pelo planejamento das operações de voo estavam preocupados em garantir as condições perfeitas de iluminação no local de pouso. Por isso, locais alternativos de pouso foram sendo deslocados gradualmente para o oeste, acompanhando o terminador lunar. 
Um atraso de dois dias, seja por questões climáticas ou problemas técnicos, teria levado a Apollo 11 a pousar em Sinus Medii, em vez de ALS2, que era Mare Tranquillitatis. Caso houvesse um atraso adicional de mais dois dias, o destino da missão seria ALS5, uma área situada no Oceanus Procellarum.